# کاخ اوستانکینو
کاخ اوستانکینو اقامتگاه تابستانی سابق و تئاتر اپرای خصوصی خانواده شرمتیف است که در اصل در چند کیلومتری شمال مرکز مسکو واقع شده است. این کاخ بخشی از منطقه اداری شمال شرقی شهر است. محوطه‌های تاریخی موجود شامل کاخ چوبی اصلی است که در سال‌های ۱۷۹۲–۱۷۹۸ در اطراف یک سالن تئاتر ساخته شده است و غرفه‌های مصری و ایتالیایی مجاور آن، یک کلیسای تثلیث قرن هفدهمی و قطعاتی از پارک قدیمی اوستانکینو با ماکتی از میدان میلووزور (Milovzor) را در خود جای داده است.

## تاریخچه

### قرن شانزدهم تا ۱۷۸۷ میلادی
اولین شواهد مستند از اوستانکینو - که در آن زمان با نام اوستاشکوو شناخته می‌شد - به اواسط قرن شانزدهم میلادی برمی‌گردد، زمانی که تزار ایوان چهارم روسیه این زمین‌ها را به الکسی ساتین، از بستگان سیاستمدار الکسی آداشف، اعطا کرد. با این حال، ساتین در سال ۱۵۶۰ توسط ایوان اعدام شد و زمین‌ها به یک مزدور آلمانی به نام هورن و در سال ۱۵۸۵ به دیاک (سیاستمدار) واسیلی شلکالوف رسید. در زمان شلکالوف، زمین‌های خالی از سکنه اوستاشکوو به یک ملک اربابی با برکه‌ها و باغ سرو تبدیل شد.
این عمارت در زمان آشوب‌ها توسط غارت و آتش‌سوزی ویران شد. پایان خصومت‌ها و به قدرت رسیدن خاندان رومانوف، مالکان جدیدی را به ارمغان آورد: شاهزاده‌های چرکاسکی. آنها پارک‌ها را دوباره کاشتند و یک منطقه شکار ایجاد کردند و آن را به سمت شرق تا روستای الکسیفسکویه گسترش دادند.
در نیمه اول قرن هجدهم، اوستانکینو به تدریج از یک عمارت دائمی روستایی به یک اقامتگاه موقت تبدیل شد؛ ملکه الیزابت روسیه در سال ۱۷۴۲ از اوستانکینو بازدید کرد. سال بعد، از طریق ازدواج بین پرنسس واروارا، تنها وارث ثروت چرکاسکی، و پیتر شرمتف، پسر فیلد مارشال شرمتف، اوستانکینو به شرمتف‌ها رسید و تا سال ۱۹۱۷ دارایی آنها باقی ماند.

### ساخت کاخ
در سال ۱۷۸۷، نیکولای شرمتف پس از مرگ پدرش، اوستانکینو را به ارث برد. نیکولای شرمتف حامی تئاتر بود. در سه سال بعد، شرمتف تئاترهای خانگی را در کوسکوو، کیتای-گورود و مارکوو تأسیس کرد. در سال ۱۷۹۰، او یک مسابقه معماری برای ساخت کاخ هنرها در مسکو برگزار کرد، اما در نهایت ترجیح داد آن را در روستا و دور از زندگی شهری بسازد. ساخت یک تئاتر بزرگ جدید در کوسکوو، یک مجموعه از پیش تکمیل شده را خراب می‌کرد، بنابراین در همان سال ۱۷۹۰، شرمتف سرانجام اوستانکینو را انتخاب کرد.

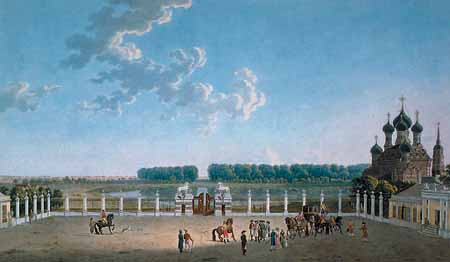
نمای جنوبی از پنجره‌های کاخ اوستانکینو در اوایل قرن ۱۸

شرمتف در ابتدا شخصی به نام کازیر (روسی: Казье را استخدام کرد)، معماری خودخوانده که توسط خانواده گولیتسین استخدام شده بود. این پروژه محقق نشد؛ تا سال ۱۷۹۲، شرمتف تنها یک سالن تئاتر چوبی دو طبقه ساخت و ظاهراً طرح‌های کازیه را کنار گذاشت. سپس، با استخدام معماران معاصر تأثیرگذار (به‌ویژه فرانچسکو کامپورسی، به بخش اختلاف نظر در مورد انتساب مراجعه کنید)، کار سرعت گرفت و کاخ چوبی از نظر ساختاری به شکل فعلی خود، از جمله بال‌های غرفه، تا پایان سال ۱۷۹۳ رسید. شاهدان معاصر گزارش دادند که شرمتف چنان به بی‌نقص بودن کاخ خود اطمینان داشت که حجابی بی‌سابقه از رازداری در اطراف محل ساخت و ساز ایجاد کرد: عمارت برای هر بازدیدکننده‌ای بسته بود، پوشیده از کفن، معماران به‌طور موازی کار می‌کردند و از پیشرفت یکدیگر بی‌خبر بودند.
کارهای داخلی شش سال دیگر طول کشید. کارهای اصلی کاخ تا پایان سال ۱۷۹۸ به پایان رسید، در حالی که پروژه‌های کوچک‌تر دکوراسیون و محوطه‌سازی تا پایان عمر شرمتف ادامه یافت.

### پارک
در سال ۱۷۶۱، شرمیتوف یک مدیر باغ به نام یوهان مانشتات را استخدام کرد که بر گسترش پارک و تبدیل آن به یک شرکت تجاری نظارت داشت.

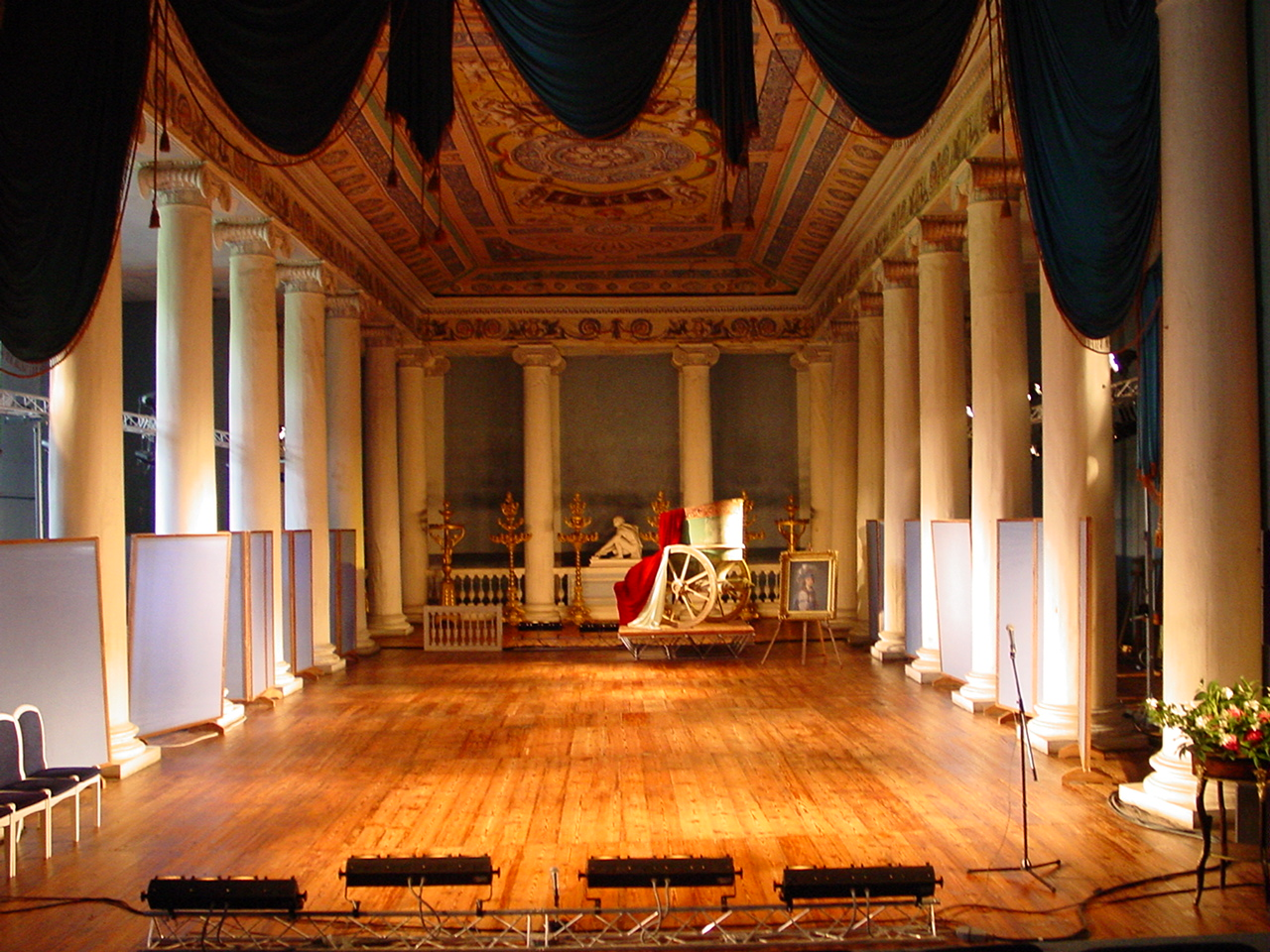
تئاتر سالن اوستانکینو هنوز هم برخی از دستگاه‌های اصلی را اداره می‌کند.

نیکولای شرمتف در ابتدا محوطه‌سازی را به معمار رعیت خود، میرونوف، واگذار کرد، اما خیلی زود طرح میرونوف را نامناسب دانست. این کار به پیوتر آرگونوف واگذار شد و فرانسیس رید، مدیر پروژه پارک تزاریتسینو، با او مشورت کرد. رید و همکارش، نیکولای کوورین، در سال‌های ۱۷۹۱ تا ۱۷۹۴ در اوستانکینو کار کردند. یک مدیر دائمی باغ، رابرت منرز، در سال ۱۷۹۶ استخدام شد و سی سال در اوستانکینو ماند. ظاهراً توجه رید بر مجاورت کاخ متمرکز بود؛ باغ انگلیسی معمولی در شمال کاخ در سال ۱۷۹۷ توسط منرز کاشته شد.

### دو فصل تئاتر
این تئاتر در تابستان ۱۷۹۵ افتتاح شد. پاول اول، که در نوامبر ۱۷۹۶ به تخت سلطنت نشست، نیکولای شرمتف را به سن پترزبورگ فراخواند. این تئاتر تنها برای یک فصل در بهار ۱۷۹۷ به صورت عمومی فعالیت داشت، با یک نمایش برای امپراتور پاول و دیگری برای استانیسلاو پونیاتوفسکی، پادشاه سابق لهستان تجزیه‌شده. در سال ۱۸۰۰، شرمتف گروه هنری را کاهش داد - که به سختی برای سرگرمی‌های خصوصی کافی بود.
مرگ همسر شرمتف، پراسکوویا کووالوا-ژمچگووا، بازیگر سابق، در سال ۱۸۰۲، پایان تئاتر را رقم زد. نیکولای شرمتف گروه تئاتر خود را منحل کرد و تا پایان عمرش (۱۸۰۹) از حضور در برنامه‌های عمومی خودداری کرد. روایت‌هایی از اجرای نمایشی در سال ۱۸۰۱ برای الکساندر اول وجود دارد؛ با این حال، محققان مدرن این گزارش‌ها را نادرست می‌دانند: این نمایش برنامه‌ریزی شده بود اما اجرا نشد.

### قرن‌های ۱۹ تا ۲۱

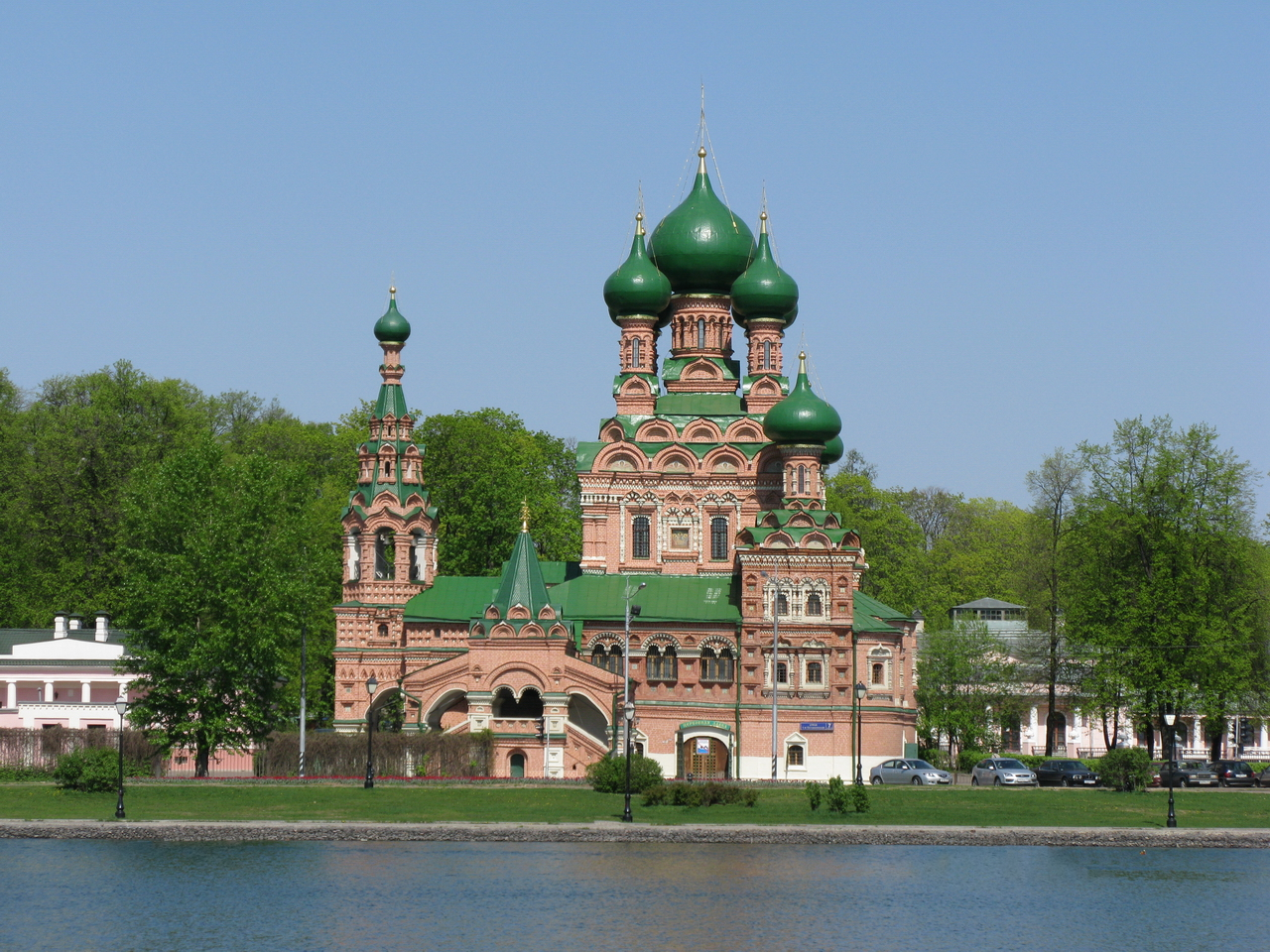
کلیسای منوریال در سال ۱۶۸۳ تقدیس شد.

وارثان شرمتف به سختی از کاخ نگهداری کردند؛ در دهه ۱۸۳۰ آنها محله‌های مسکونی قدیمی مربوط به قرن هفدهم را تخریب کردند و برخی از ساختمان‌های خدماتی مستقل را نیز از بین بردند.
پارک اوستانکینو در دهه ۱۸۳۰ مورد بی‌توجهی قرار گرفت. در نیمه دوم قرن نوزدهم، بخش‌هایی از پارک به توسعه‌دهندگان ویلا فروخته شد و به کشاورزان اجاره داده شد، در حالی که گلخانه‌ها بر پرورش گل‌های تجاری متمرکز بودند.
در دوران شوروی، این کاخ ملی‌شده به عنوان موزه هنر رعیتی فعالیت می‌کرد. در سال ۱۹۳۵، بخش شرقی زمین‌های سابق پارک اوستانکینو به نمایشگاه کشاورزی نوظهور اختصاص داده شد و تا سال ۱۹۳۹ بازسازی شد. مساحت پارک اوستانکینو به یک کیلومتر مربع کاهش یافت، زیرا زمین‌های شمالی‌تر به باغ گیاه‌شناسی دولتی تبدیل شدند.
در طول دوره شوروی، سالن اصلی تئاتر به صورت یک فضای تک‌سالن رقص طراحی شده بود. پارتیشن‌هایی که صحنه، جایگاه ارکستر و جایگاه تماشاگران را از هم جدا می‌کردند، در طول تعمیرات بحث‌برانگیز دهه ۲۰۰۰ دوباره به آن اضافه شدند، بنابراین تئاتر می‌تواند بار دیگر در عملکرد اصلی خود مورد استفاده قرار گیرد.

## اختلاف بر سر انتساب
نیکولای شرمتف خود مدیریت ساخت و ساز را بر عهده داشت و معماران را به دلخواه استخدام می‌کرد؛ او علاوه بر کارهای معماری اصلی، از پیش‌نویس‌های معماران سن پترزبورگ نیز استفاده مجدد می‌کرد. مطالعات دانشگاهی معاصر بر این واقعیت توافق دارند که اگرچه می‌توان بخش‌ها و جزئیات خاصی از کاخ را به معماران خاصی (با درجات مختلفی از احتمال) نسبت داد، اما کاخ به‌طور کلی - حتی طرح اولیه آن - هیچ نویسنده واحدی جز خود شرمتف ندارد.
ایگور گرابار طراحی کاخ را به واسیلی باژنوف نسبت داد؛ این دیدگاه توسط مطالعات مدرن به عنوان بی‌اساس رد شده است.

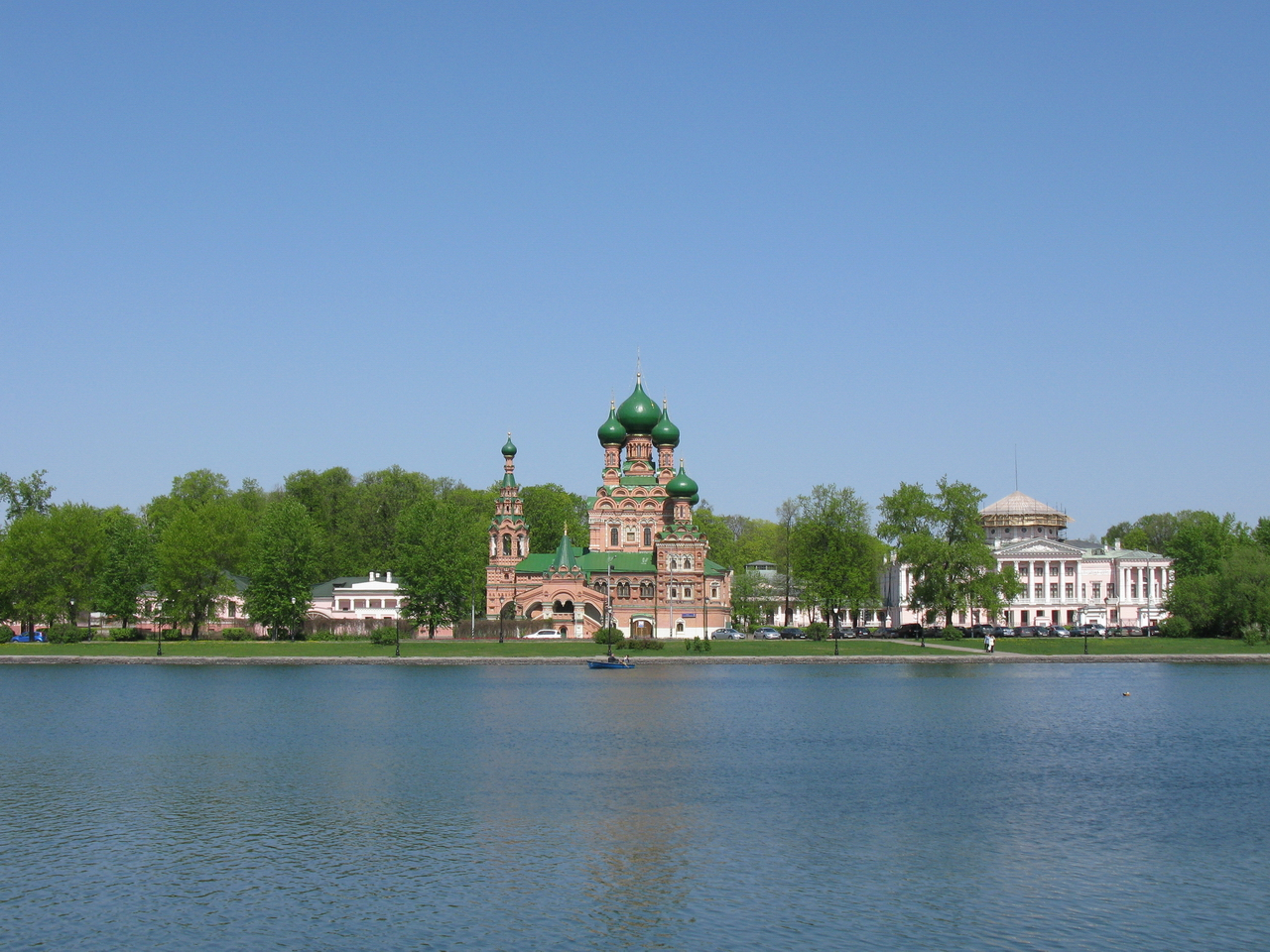
منظره از آن سوی برکه
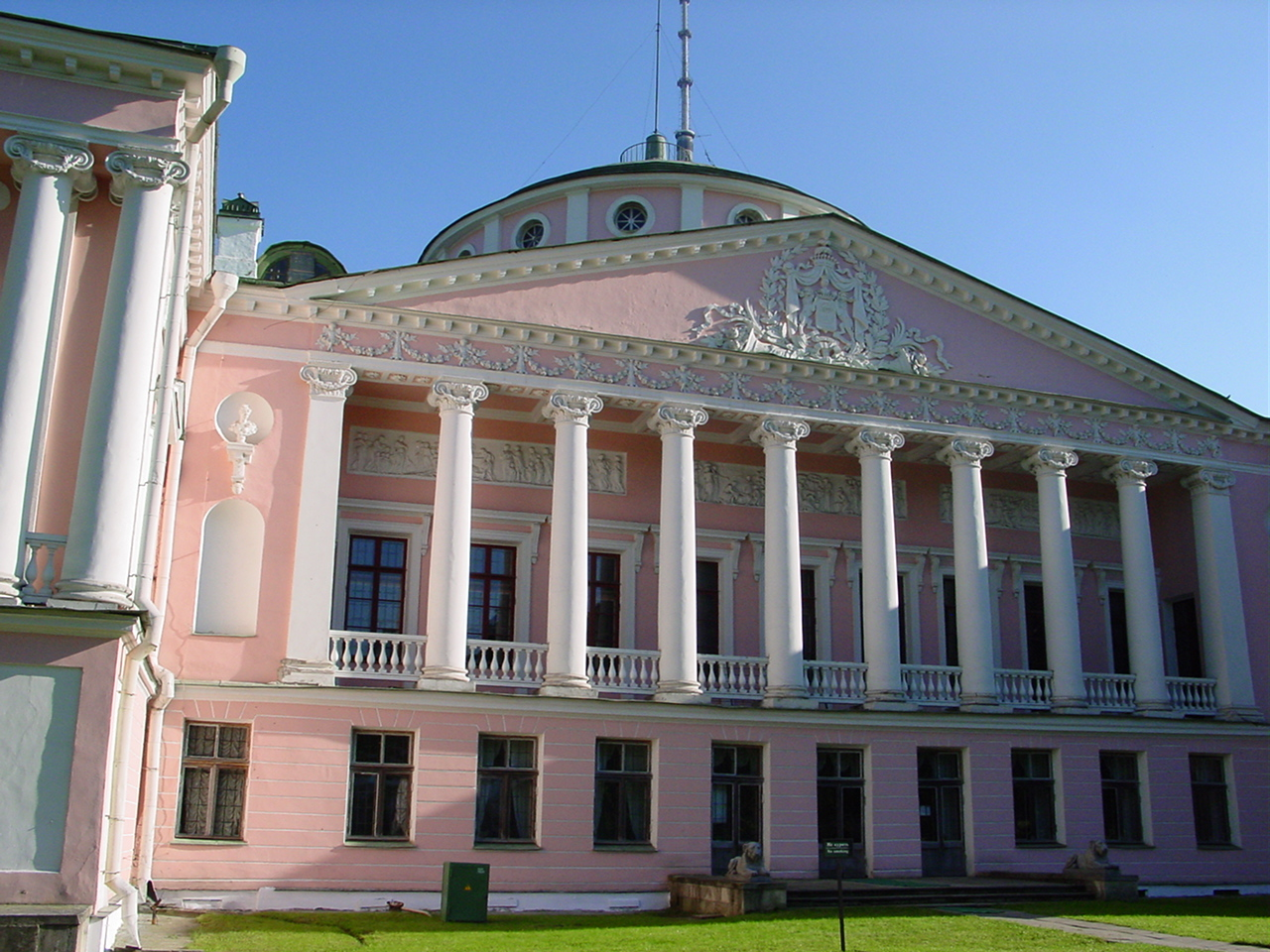
سنتوری هنوز نشان‌های شرمتیف را بر خود دارد
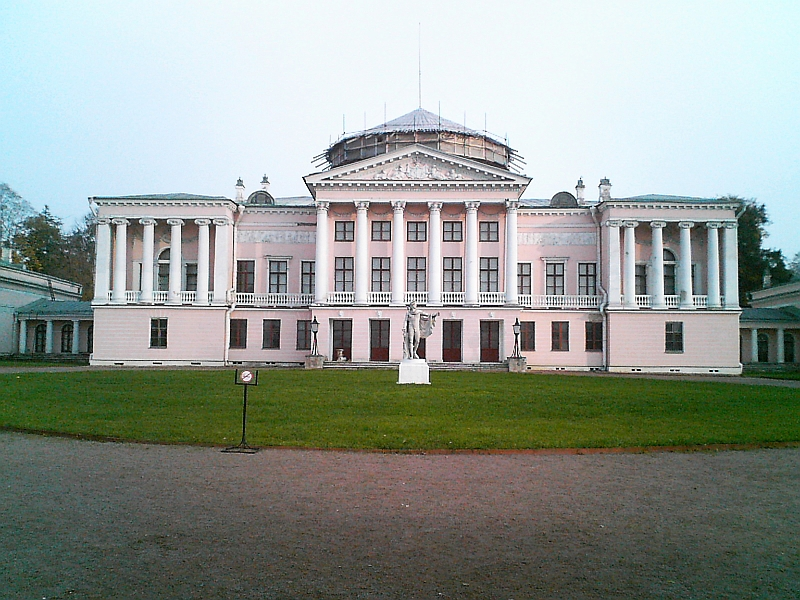
مجسمه آپولو در مقابل کاخ
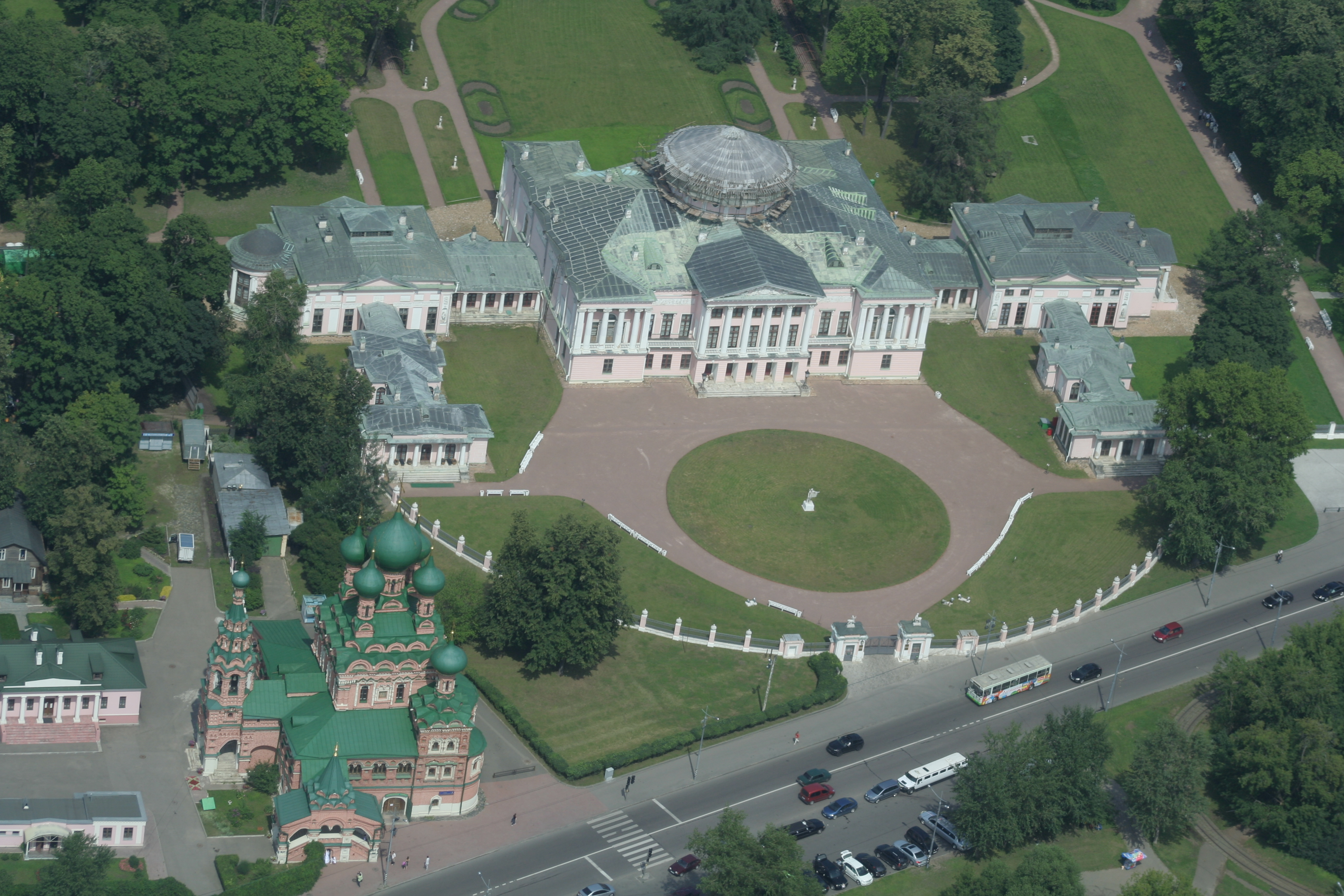
این ملک از برج اوستانکینو دیده می‌شود